# 專利家族
專利家族（ Patent Family ）包括狹義與廣義兩種。狹義的專利家族，係指一件專利在不同國家申請的集合，例如先在美國申請一件專利，之後判斷相關技術或是產品可能行銷到日本、歐盟其他國家，而想要取得該技術創造在該國排他的權利，因此便前往該國或該地區申請專利。因此，相同專利發明內容（通常是以 claims 的判斷為主），在不同國家申請的組合即稱為狹義專利家族。廣義專利家族，則是指一件專利後續衍生的不同申請案，包括分割案（ Division ）、連續案（ Continuation ）與部分連續案（ Continuation in Part, CIP ）等。也就是同一技術發明（通常指 claim 所揭露的內容）揭露後，後續所持續衍生的不同的專利申請情況（其他不同保護範圍的 claims ），因此同一技術創造後續所衍生其他發明，加上相關專利在其他國家所申請的專利組合，即是廣義的專利家族。 
一般而言，狹義的專利家族在該國所主張的專利申請範圍（ claim ）均為相同，但亦有非常多的例外，其一原因為各國審查基準均不同，其二原因為語言轉換 - 翻譯問題）。而連續申請案或是部分連續案的專利申請範圍與原始專利（ fundamental patent ）有所不同，也就是說連續申請案就是針對原發明持續的研究發展，進一步發現原本已經申請所未涵蓋的技術內容，因此藉由新連續案的申請擴張原有保護的範圍。

## 專利家族在各國所主張權利範圍的差異
理論上，狹義專利家族在不同國家所主張的權利範圍應該相同，但是實務上專利申請範圍是一種國家（由專利審查官代表）與專利權人所進行一系列討價還價後的產物，因此各國所核准的的專利申請範圍可能有所差異。此外，專利申請因為牽涉到不同語言的使用，例如在中國使用中文，美國使用英文，因此在語言轉換上（翻譯上）也常見有許多的誤差。專利家族的判斷只是第一步，由於語言的翻譯與各國審查結果的差異，基本上同一專利家族的不同專利在各國所保護的範圍是有差異的，因此進行細部專利佈局判斷或是法律狀態查核時需要進一步仔細區分。

## 專利家族資訊之運用
專利家族的資訊可應用於許多場所，例如專利家族可用於瞭解特定公司潛在布局市場（專利為屬地主義），其次專利家族資訊也可用於了解一個專利的價值，因為專利的申請與維護費用極高，因此若不是重要專利，企業也不會花費鉅額金錢進行全球布局。最後專利家族與該專利的價值影響巨大，因為當進行專利權授權與買賣時，若是該專利布局狀態已經遍及各國，那麼對該技術有興趣的公司多半願意付出較高金額購買該專利。然而，由實務分析上發現，由於語言的轉換與申請權利範圍撰寫的不良，許多優良的創造發明並未取得對等的權利範圍保障，因此該專利的價值銳減。因此，在使用與剖析專利家族資訊時，不可忽略實際上的各篇專利之申請權利範圍判斷。